# Gigasiphon humblotianum
Gigasiphon humblotianum är en ärtväxtart som först beskrevs av Henri Ernest Baillon, och fick sitt nu gällande namn av Emmanuel Drake del Castillo. Gigasiphon humblotianum ingår i släktet Gigasiphon och familjen ärtväxter. Inga underarter finns listade i Catalogue of Life.